# تضامن اجتماعي
التضامن الاجتماعي هي وحدة مجموعة أو فئة منتجة أو قائمة على اشتراك المصالح، الأهداف العامة، المعايير والتعاطف. تشير إلى علاقات مجتمعية تربط الناس معا كفريق واحد. يستعمل المصطلح في علم الاجتماع والفلسفة. ما يشكل أساس التضامن يختلف بحسب المجتمعات. في المجتمعات البسيطة يمكن أن يستند على القرابة والقيم المشتركة. في مجتمعات أكثر تعقيداً هناك نظريات مختلفة حول العوامل التي تساهم في الشعور بالتضامن الاجتماعي.

## في التقاليد الإسلامية
التضامن هو مبدأ أساسي في الاسلام. يؤكد القرآن على الوحدة والأخوة والتكافل الاجتماعية بين المسلمين ونحو البشرية جماعا. يدعو القرآن جميع المسلمين إلى التوحد تحت راية الإسلام كأمتين متساويين في يدي الله. يعبّر عن هذا التضامن في طريق الأخوّة والزكاة. تؤكد آيات في القرآن على العدل ومساعدة الفقراء والتوزيع العادل للثروة.
يتجاوز التضامن في الإسلام المسلمين ليشمل احترام المجتمعات الدينية الأخرى، وخاصة "أهل الكتاب" (اليهود والمسيحيين). وفقًا لكثير من العلماء، من بينهم سيد حسين نصر، أن يشجع الإسلام التعايش السلمي ويعترف بشرعية الأديان الأخرى. في العصر الحديث، ظهرت وحدة إسلامية لتوحيد المسلمين سياسيًا، خاصةً لمعرضة الاستعمار. استخدم مفكرون مثل جمال الدين الأفغاني وسيد أمير علي الأفكار الجامعة الإسلامية للدفاع عن حقوق المسلمين في ظل الأنظمة الاستعمارية. وتمثلت حركات مثل حركة الخلافة والمؤتمر الإسلامي العام هذا التضامن. 
يبرز التضامن بشكل خاص في دعم القضية الفلسطينية. وهذا يشمل الدبلوماسية (منظمة التعاون الاسلامي) والمقومة المسلحية (مثل حزب الله) ونشاط في جميع أنجاء العالم (مثل حركة المقاطعة وسحب الاستثمارات وفرض العقوبات).